# Osmoderma
Osmoderma é um género de escaravelho da família Scarabaeidae.
Este género contém as seguintes espécies:
- Osmoderma brevipenne
- Osmoderma caelestis
- Osmoderma coriarium
- Osmoderma cristinae
- Osmoderma dallieri
- Osmoderma davidis
- Osmoderma eremicola
- Osmoderma eremita
- Osmoderma italicum
- Osmoderma lassallei
- Osmoderma opicum
- Osmoderma richteri
- Osmoderma scabra
- Osmoderma sikhotense
- Osmoderma subplanata